# Cyrtandra rhyncanthera
Cyrtandra rhyncanthera är en tvåhjärtbladig växtart som beskrevs av Charles Baron Clarke. Cyrtandra rhyncanthera ingår i släktet Cyrtandra och familjen Gesneriaceae. Inga underarter finns listade i Catalogue of Life.